# Hoffmannia confertiflora
Hoffmannia confertiflora är en måreväxtart som beskrevs av Paul Carpenter Standley. Hoffmannia confertiflora ingår i släktet Hoffmannia och familjen måreväxter.
Artens utbredningsområde är Guatemala. Inga underarter finns listade i Catalogue of Life.